# Letalnica

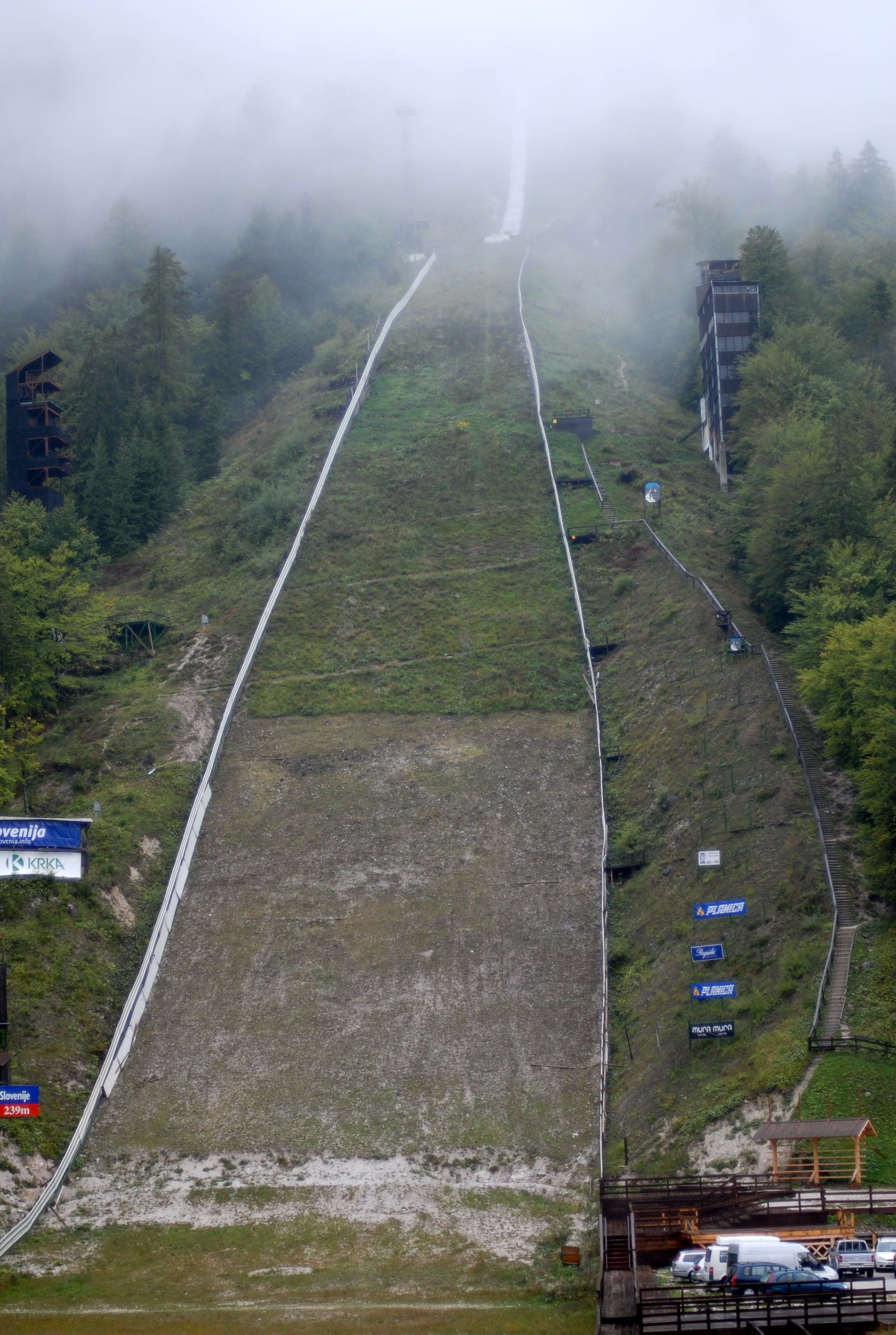
Mamutí můstek Letalnica ve slovinské Planici

Letalnica „Bratov Gorisek“, známější spíš jenom jako Letalnica, nebo též Planica, dle oblasti ve Slovinsku, kde se nachází, je mamutí můstek určený pro skoky na lyžích. Jedná se o druhý největší skokanský můstek na světě, již 28krát zde padla hranice světového rekordu. Závody na tomto můstku každoročně uzavírají ročník SP ve skocích na lyžích, nedělní závod skáče vždy jen nejlepších 30 skokanů dle pořadí SP.

## Historie můstku
První můstek zde byl postaven již před rokem 1930, v roce 1934 zde však Stanko Bloudek postavil větší můstek, kterému se občas říkalo mamutí. V roce 1936 zde pokořil poprvé v historii tohoto sportu hranici 100 m Rakušan Sepp Bradl.
V roce 1969 zde bratři Lado a Janez Gorišekové postavili obrovitý můstek s konstrukčním bodem 185 m. Od roku 1986, kdy zde skočil finský skokan Matti Nykänen novou hodnotu světového rekordu – 191 m, zde již pravidelně padají hranice světových rekordů mnohem častěji, než na jiných mamutích můstcích, např. v Harrachově, Kulmu, Vikersundu a Oberstdorfu
V roce 1994 zde Fin Toni Nieminen jako první skokan v historii pokořil hranici 200 m.
Infrastruktura areálu můstku před rekonstrukcí byla značně zastaralá, nenacházela se zde ani lanovka, skokani tedy museli jít na vršek můstku pěšky. V roce 2001 se navíc zřítil starý Bloudkův můstek, který dosud ani nebyl rekonstruován. Ale i přesto Mezinárodní lyžařská federace FIS povolovala závody na zdejším mamutím můstku, a to až do roku 2013, kdy se na starém mamutu konaly poslední závody Světového poháru.
Nejdelší let na starém můstku předvedl Janne Ahonen, když v roce 2005 dopadl na značku 240 metrů, ale spadl a jeho výkon se tak nepočítal do rekordních tabulek. Oficiální rekord můstku držel Nor Bjørn Einar Romøren za 239 metrů, které skočil v témže roce.

## Rekonstrukce
V letech 2013 - 2015 byl můstek rekonstruován a zvýšen hill size můstku na 225 metrů. V březnu 2015 se na novém můstku poprvé uskutečnily závody Světového poháru. Rekord nového můstku stanovil Peter Prevc skokem dlouhým 248.5 m. Současný rekord můstku drží slovinský skokan Domen Prevc, který 30. 3. 2025 letěl 254.5 m, což je zároveň i nový světový rekord v letech na lyžích.
V údolí Planica staví dalších několik můstků, nový areál bude obsahovat všechny typy můstků.
V projektu, na který finančně přispěla i Evropská unie, je v plánu postavit také běžecké tratě a biatlonovou střelnici.

## Galerie

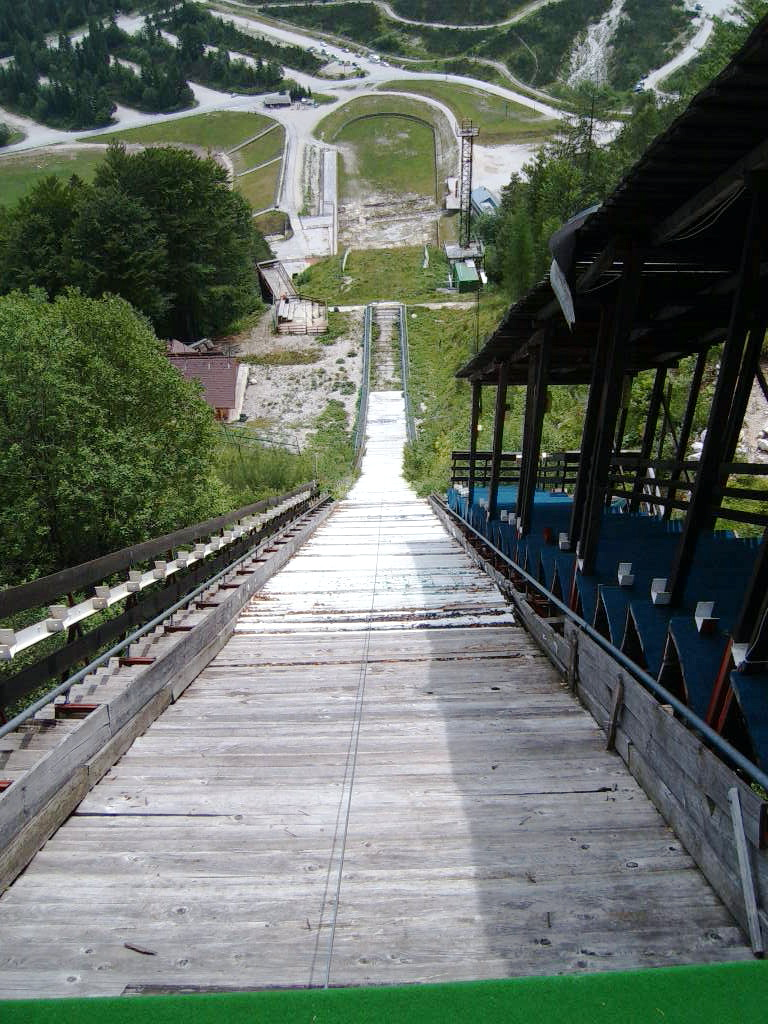
Pohled z nájezdové věže
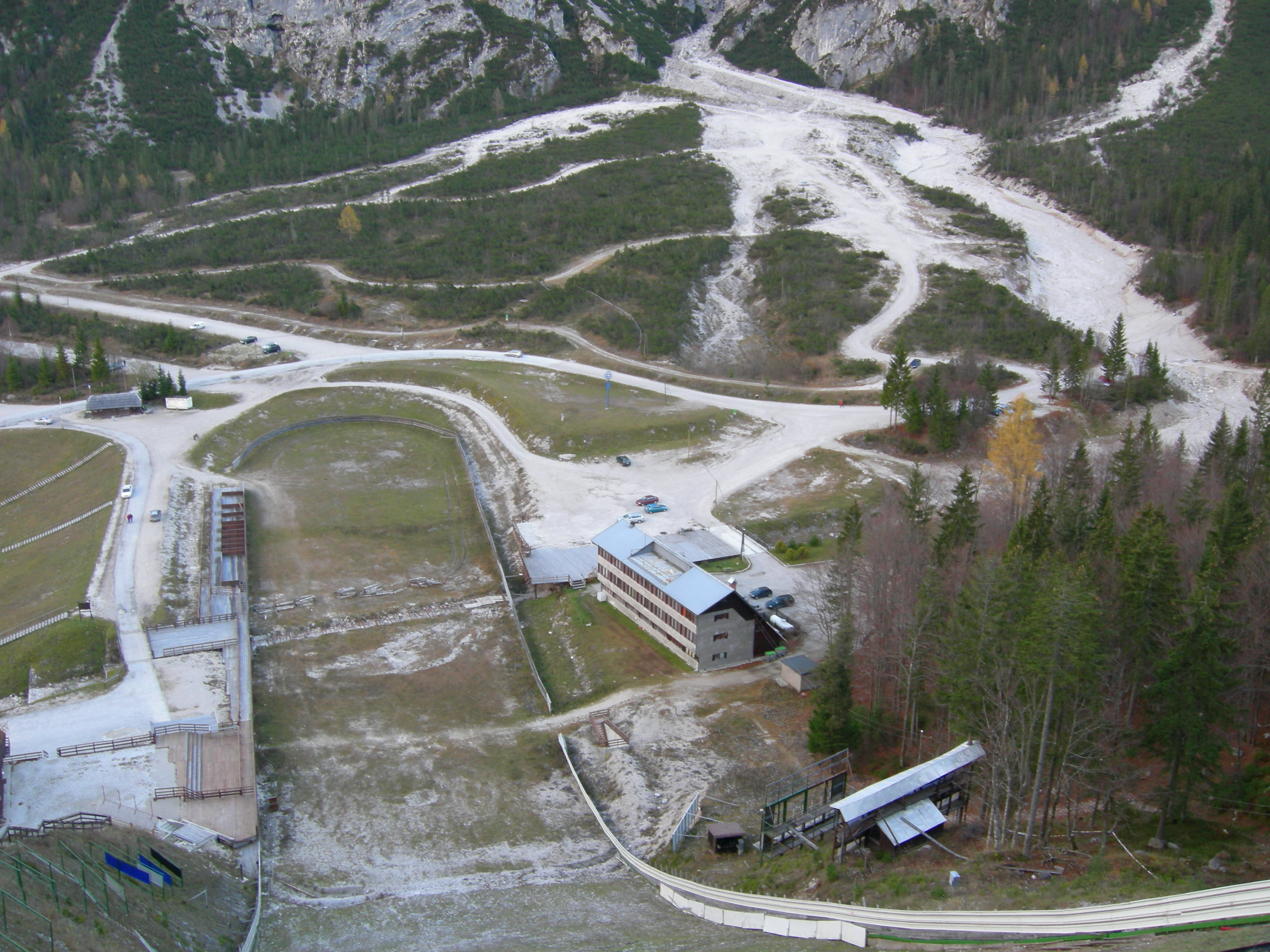
Doskočiště mamutího můstku